# Piptoporus
Piptoporus P. Karst., Meddn Soc. Fauna Flora fenn. 6: 9 (1881).
Piptoporus è un genere di funghi basidiomiceti della famiglia Fomitopsidaceae.

## Specie di Piptoporus
La specie tipo è Piptoporus betulinus (Bull.) P. Karst. (1881).